# 43.M Lehel
43M Lehel – węgierski prototypowy transporter opancerzony z okresu II wojny światowej, opracowany przez przedsiębiorstwo Ganz w maju 1943 roku, na zamówienie węgierskiego ministerstwa obrony (Honvédelmi Minisztérium ). Lehel został stworzony w oparciu o projekt samobieżnego działa przeciwlotniczego 40.M Nimród, z którego wymontowano armatę w celu zwiększenia ilości miejsca dla załogi.
Wyprodukowane zostały dwie wersje:
- Lehel Á – przeznaczona do transportu żołnierzy, wyposażona w 1 x Ręczny karabin maszynowy
- Lehel S – transporter-ambulans przeznaczony do transportowania rannych